# Salvia argentea
Espèce
Classification phylogénétique
Salvia argentea, la Sauge argentée, est une espèce de plantes à fleurs de la famille des Lamiacées. C'est une plante herbacée, annuelle ou bisannuelle originaire d'Afrique du Nord. Elle s'adapte bien à un climat tempéré. Elle forme une rosette de feuilles la première année, et fleurit la seconde année.
Les feuilles sont recouvertes d'un duvet argenté, très doux au toucher, qui rend cette sauge populaire auprès des horticulteurs.
Les fleurs, blanches, sont verticillées le long de tiges d'environ 50 cm de haut.

## Description

### Caractéristiques
- Organes reproducteurs
  - Couleur dominante des fleurs : blanc
  - Période de floraison : juin-juillet
  - Inflorescence : glomérules spiciformes
  - Sexualité : gynodioïque
  - Ordre de maturation : protandre
  - Pollinisation : entomogame
- Graine
  - Fruit : akène
  - Dissémination : barochore

Données d'après : Julve, Ph., 1998 ff. - Baseflor. Index botanique, écologique et chorologique de la flore de France. Version : 23 avril 2004.

## Usage
La plante n'est pas seulement décorative, puisqu'on lui attribue des propriétés aromatiques.